# Eucynorta longispina
Eucynorta longispina is een hooiwagen uit de familie Cosmetidae.